# یاروسواف دومبروفسکی
یاروسواف ژوندوئو-دومبروفسکی (لهستانی: Jarosław Żądło-Dąbrowski؛ ‏ تلفظ لهستانی: [jaˈrɔswav ˈʐɔndwɔ dɔmˈbrɔfskʲi]؛ ‏ ۱۳ نوامبر ۱۸۳۶ – ۲۳ مهٔ ۱۸۷۱) یک شِلَختا (نجیب‌زاده) لهستانی، افسر ارتش در نیروی زمینی امپراتوری روسیه، ملی‌گرای چپ و یک جمهوری‌خواهی تندرو برای تجزیه لهستان و بعدها ژنرال و فرماندهٔ ارتش در کمون پاریس بود. او یکی از شرکت‌کنندگان در قیام ژانویه ۱۸۶۳ لهستان و یکی از رهبران جناح «قرمز» در میان شورشیان و عضو «کمیتهٔ مرکزی ملی» و «دولت ملی موقت لهستان» بود. او از نوادگان خانوادهٔ شِلَختای قدیمی ژوندوئو-دومبروفسکی و دومبروفکی لهستان بود.